# Папукчийство
Папукчийство е традиционен занаят за производство на папуци (обувки, ед.ч. папук), силно развит по българските земи през епохата на османското владичество.
Най-голям разцвет занаятът достига през XIX век, когато в редица градове се оформят т. нар. папукчийски чаршии.
Папукчиите изработват различни видове обувки – цървули, пантофи, калеври и еминии. Суровини за папукчийството са:
- кожи – за горната част на кожените обувки и за подметки;
- памучни прежди – употребявани за конци;
- восък – използван за тяхното смазване;
- хума – за лепене на подметката;
- тъкани – за пантофи.

От 1850 г. в Габрово започват да се работят т.нар. кундури – клечени обувки, чийто тип е внесен от Виена, Букурещ и Цариград. След 1880 г. те придобиват широка популярност и се увеличава броят на кундуржийските дюкяни.
В края на XIX век се внасят машини за шиене на чехли, с което се слага край на папукчийството.